# Таллинский ботанический сад
Ботани́ческий сад (эст. Botaanikaaed) — один из символов города Таллина, Эстония. Находится рядом с Таллинской телебашней, в восточной части Таллина, в 10 км от центра города и в 3 км от Пиритаского парусного центра и зоны летнего отдыха. Район, где находится телебашня и сад, называется Клоостриметса. Название «Клоостриметса» происходит от пиритаского монастыря Святой Бригитты (Pirita klooster). Рядом с садом протекает река Пирита.

## История

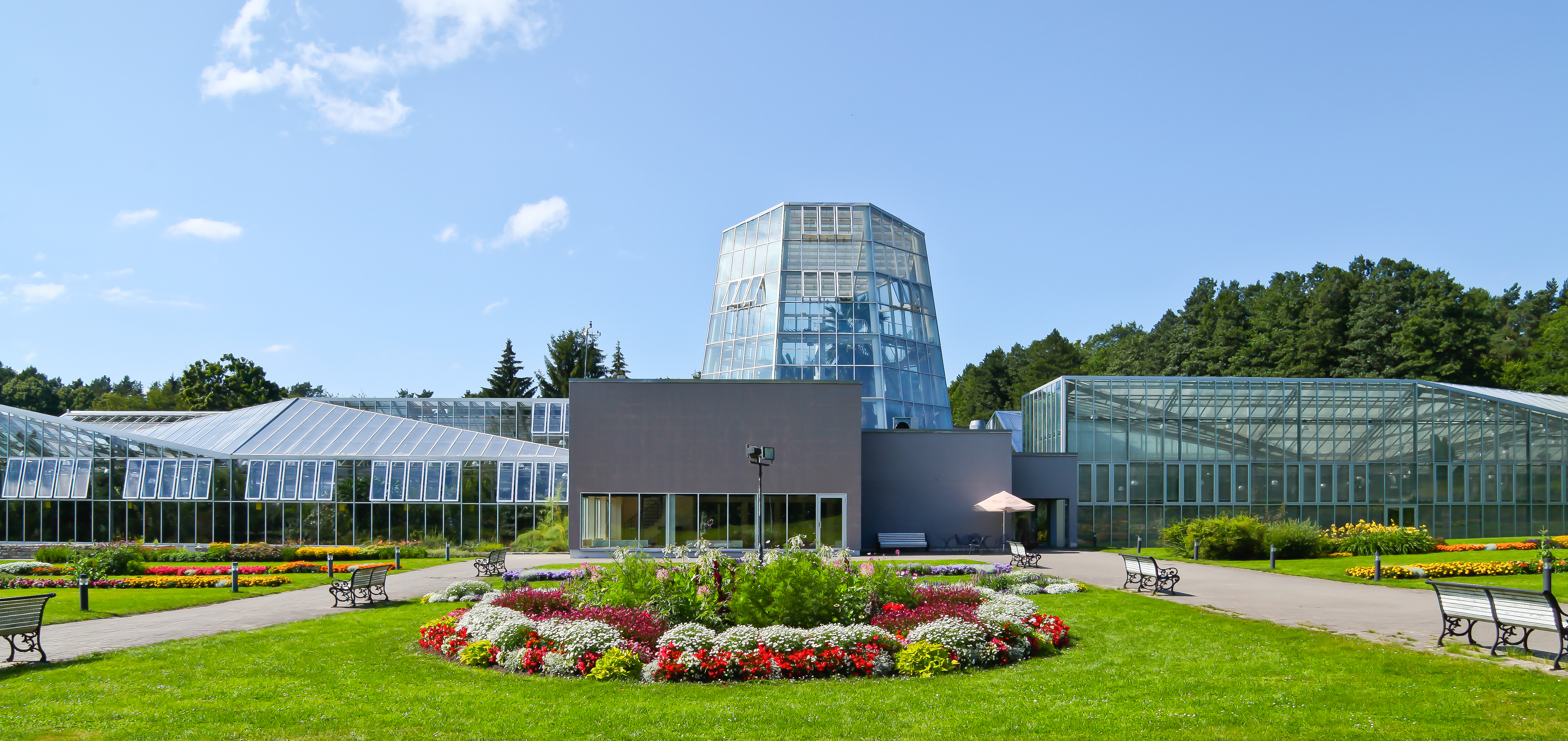
Пальмовый дом

Был основан 1 декабря 1961 года как научное учреждение Академии наук Эстонской ССР на базе секторов декоративного садоводства, дендрологии и интродукции Института экспериментальной биологии АН ЭССР. 
Сад был заложен на террасах древней долины реки Пирита; его ландшафтно-архитектурно оформленная часть (111 га, архитектор Александер Нийне)  была открыта для посетителей с 1970 года, оранжереи — с 1971 года. 
В 1970-х годах в нём было собрано 7 тысяч видов растений. Основные области исследований в советское время: интродукция и акклиматизация растений, ландшафтоведение, озеленение и ландшафтная архитектура, иммунология растений, прикладная экология и биоклиматология, экология полукультурных и культурных ландшафтов, охрана природы и окружающей среды. В составе учреждения было 2 отдела, 4 сектора и лаборатория, насчитывающие 84 работника, из них 24 научных сотрудника, в том числе 17 кандидатов наук.
В 1995 году ботанический сад был объявлен собственностью города Таллина. В  том же году было учреждено Общество друзей Таллинского ботанического сада.
В 1992 году Таллинский ботанический сад вошёл в Ассоциацию ботанических садов балтийских стран (ABBG), а в 1994 году — в Международный совет ботанических садов (BGCI).
В настоящее время основной целью научной работы в ботаническом саду является изучение разнообразия мира растений и его охраны, а также исследования по вопросам окружающей среды. С 1994 года учреждение участвует в подпрограммах государственной программы Эстонии по мониторингу окружающей среды.
Вход на территорию ботанического сада стал платным с июня 2010 года.

## Руководители
- 1961—1978 Арнольд Пукк
- 1978—1988 Юри Мартин
- 1989—1990 Андрес Таранд
- 1991—1997 Хейки Тамм
- 1997—2001 Юри Отт
- 2001—2005 Вейко Лыхмус

## Экспозиции

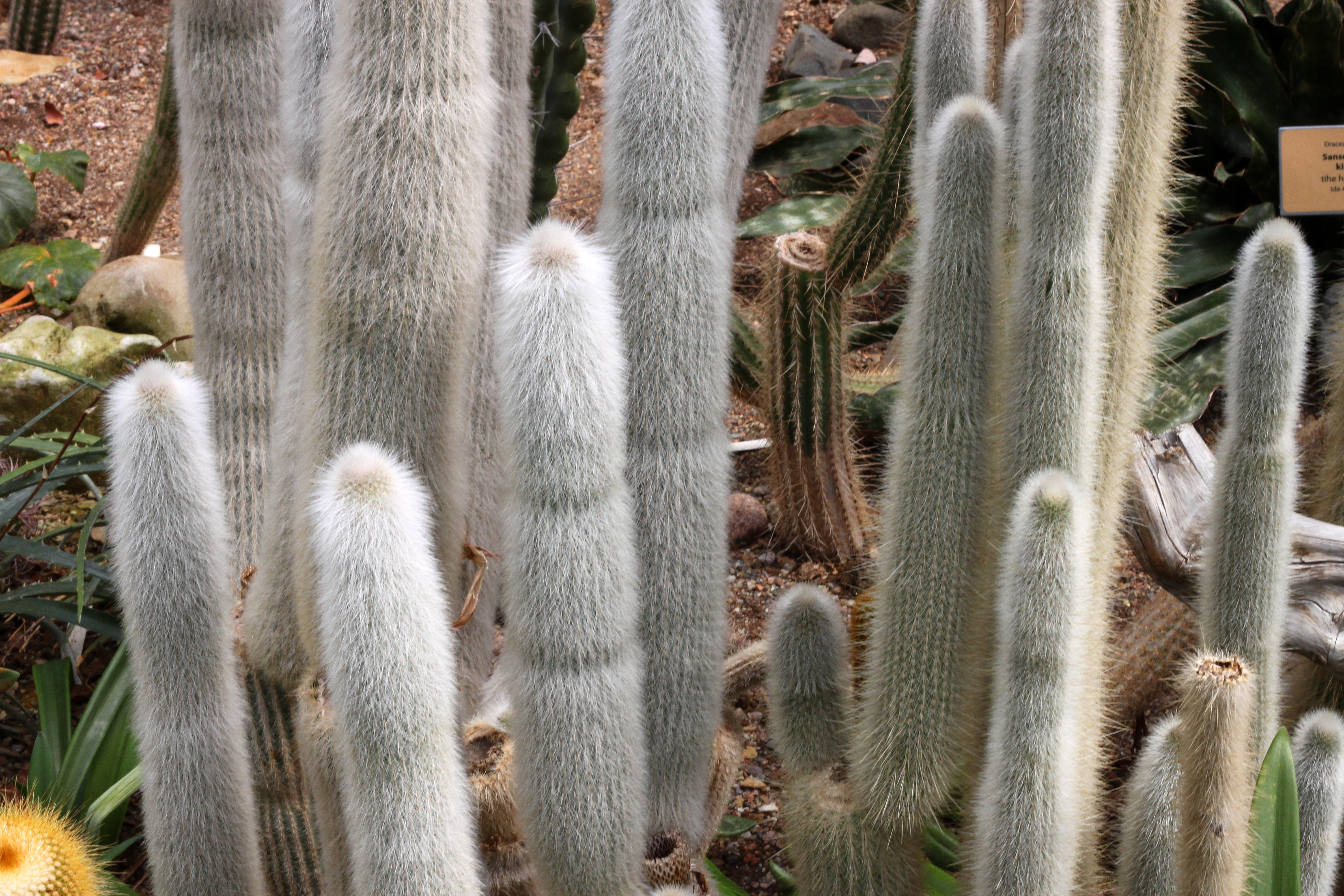
В тропическом доме

В таллинском ботаническом саду представлены следующие экспозиции:
- Тропический дом

- Тропики
- Субтропики
- Пустыня

- Розы
- Тюльпаны
- Рододендроны
- Альпинарий
- Смешанный лес
- Хвойный лес

Сад разделён на несколько частей. Здесь есть розарий, тропические оранжереи, смешанный и хвойный леса, коллекции цветущих растений. Одно из самых интересных мест в саду – Пальмовый дом. Ботанический сад в Таллине предлагает посетителям возможность увидеть растения со всего света.
Время работы:
С 1 мая по 30 сентября: касса, открытая местность 10.00—19.00, оранжереи и кафе 11.00—19.00.
С 1 октября по 30 апреля:  касса, открытая местность и оранжереи 11.00—16.00, кафе по субботам и воскресеньям 11.00—16.00.
С 1 октября по 30 апреля посещение открытой территории бесплатно, посещение оранжерей — по цене билета. 
Вход с собаками запрещён.
Билеты в кассе по состоянию на начало 2021 года:
- для взрослого 2,00 евро
- для учеников, студентов, военнослужащих срочной службы, пенсионеров 1,00 евро
- семейный билет (2 взрослых и дети в возрасте до 16 лет) 3,00 евро
- годовой абонемент 31,00 евро
- месячный абонемент 11,00 евро

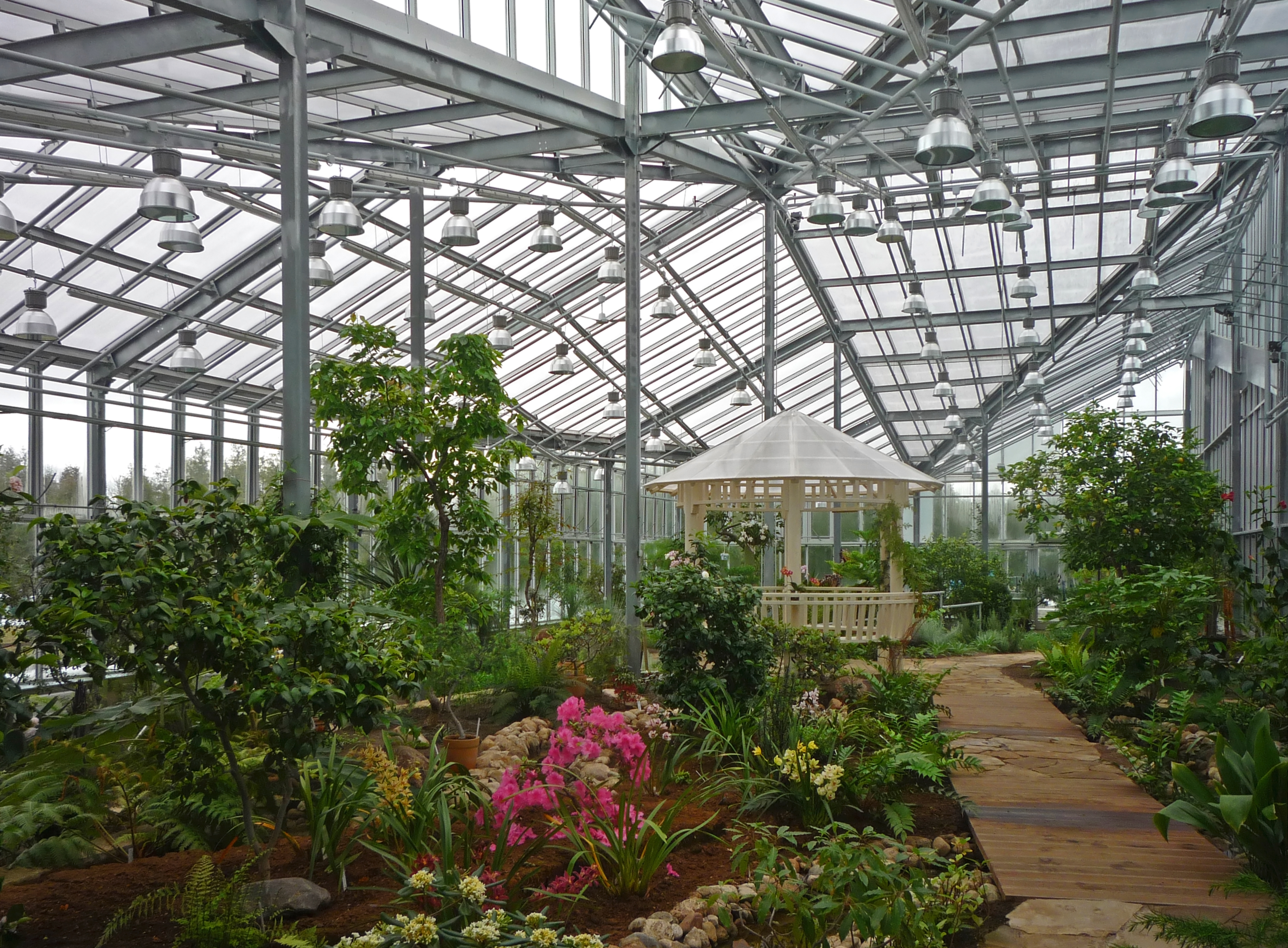
Новая оранжерея
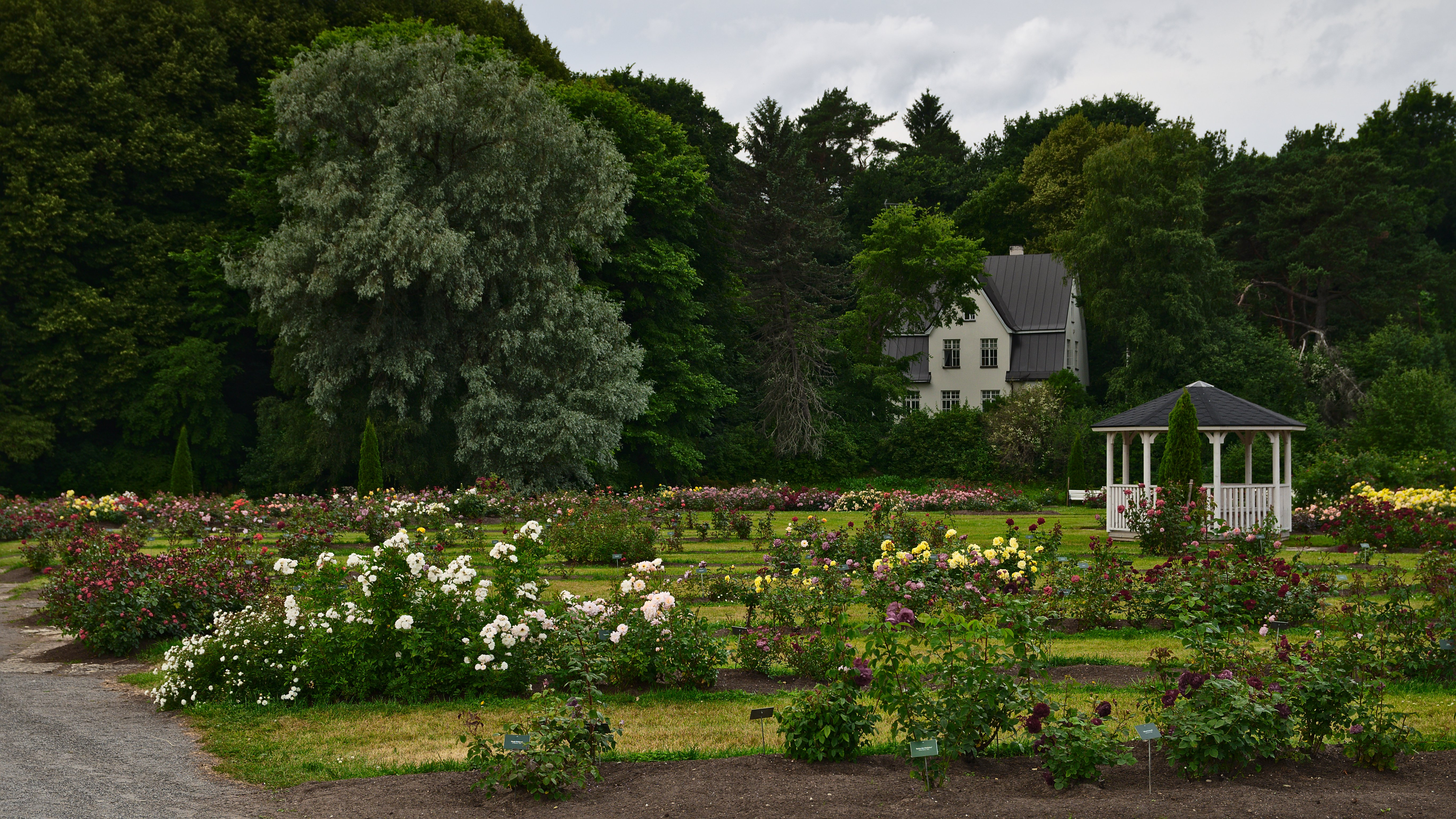
Розарий
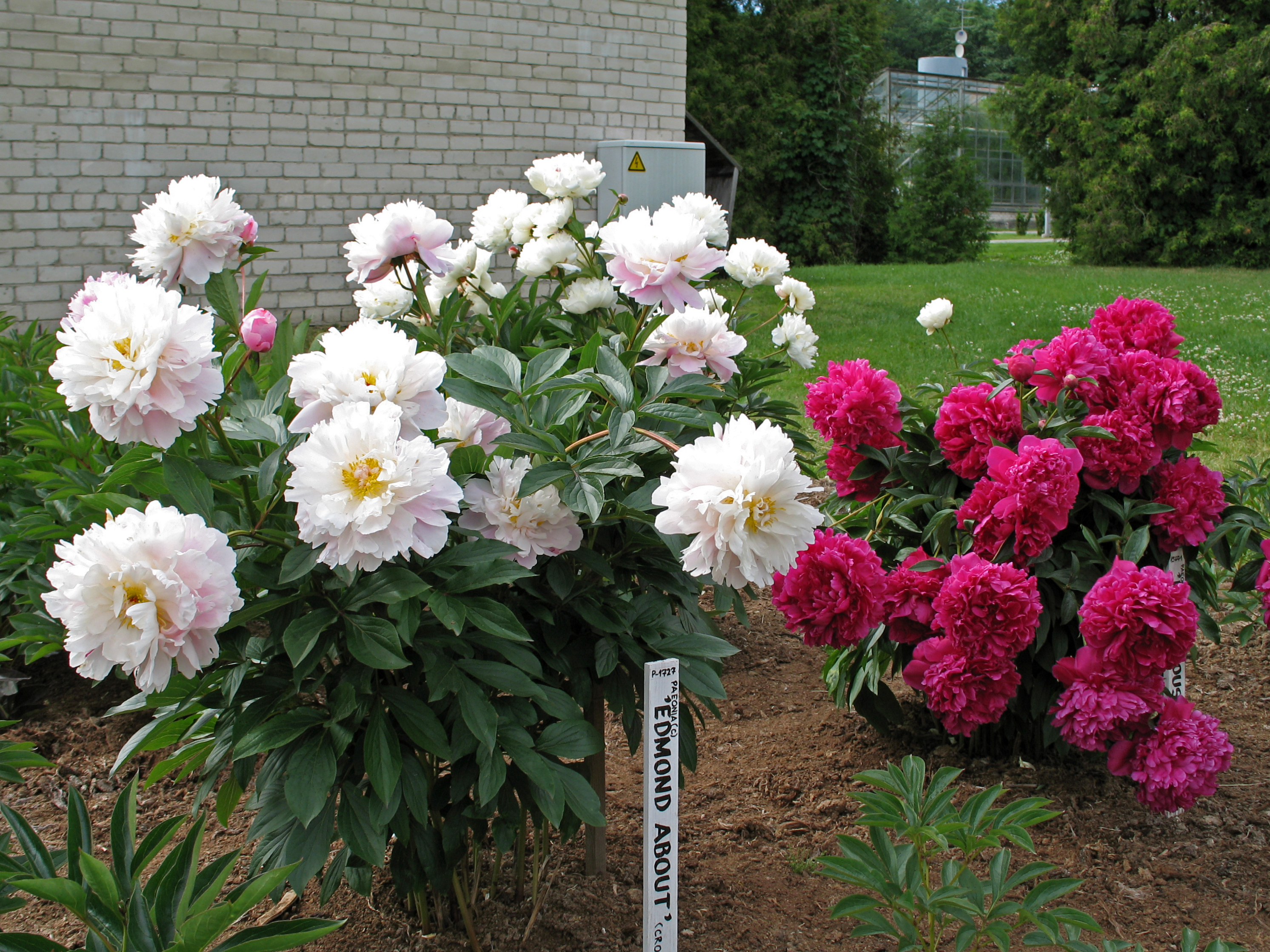
Пионы 1 июля 2007 года
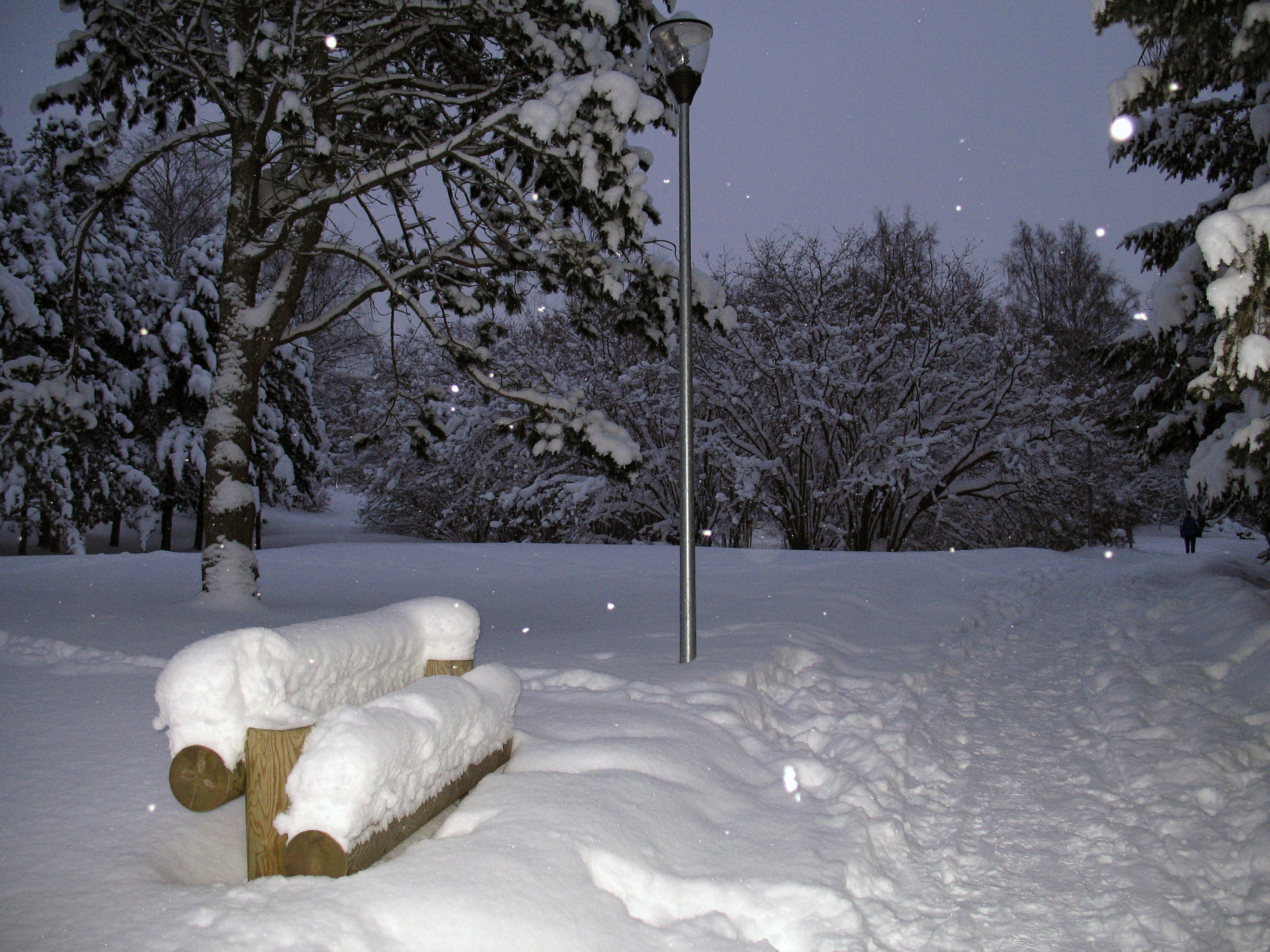
В ботаническом саду 1 января 2010 года
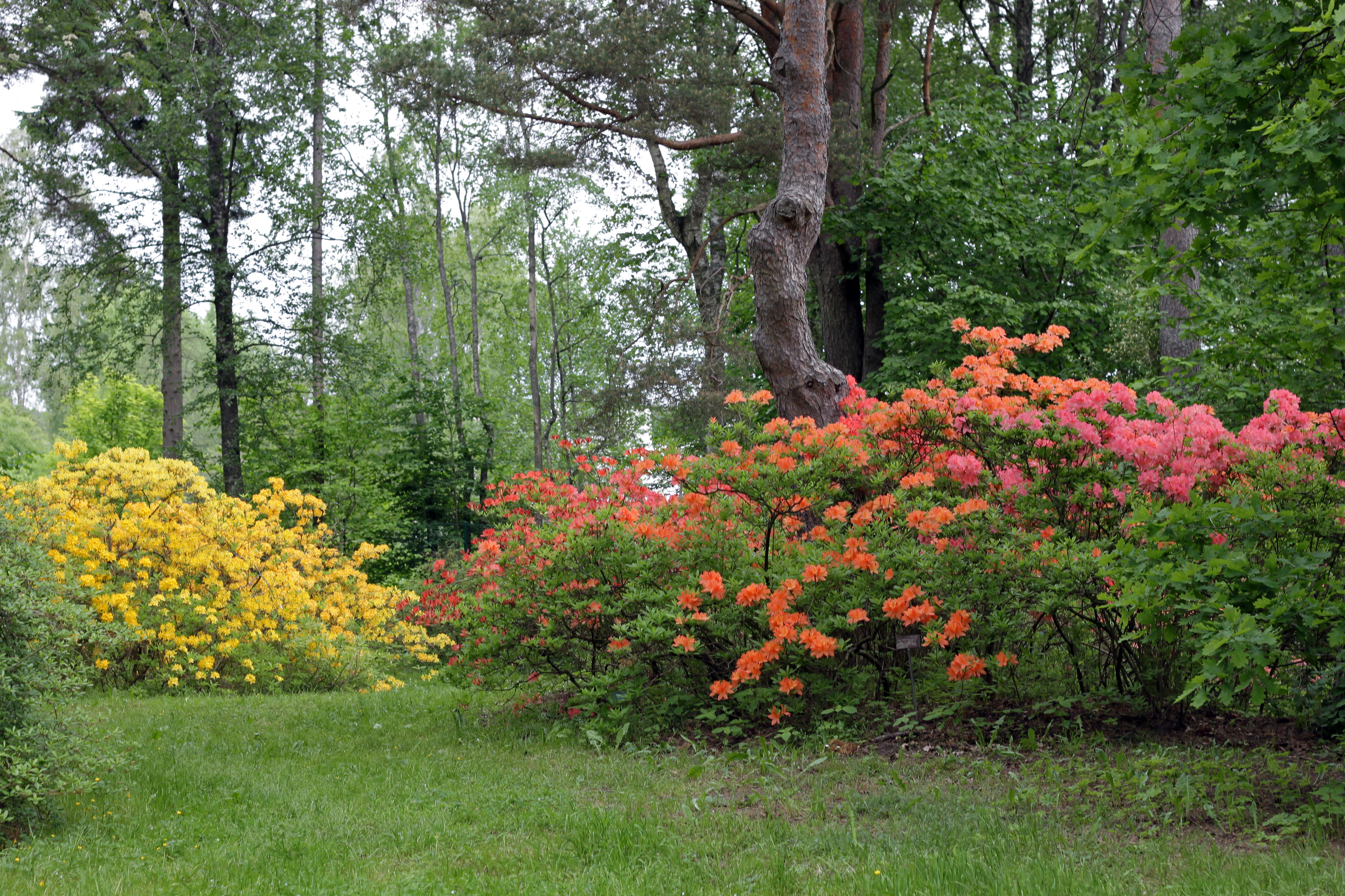
Рододендроны 5 июня 2014 года